# 欣榮花園
欣榮花園（英語：Jubilant Place），是位於香港九龍九龍城區土瓜灣馬頭角道33號及炮仗街99號的一個屋苑 ，由香港房屋協會透過市區改善計劃發展而成，於1998年入伙。

## 簡介
屋苑前身為宏昌街及瑞麟街唐樓群，建於1950年代末，以前是早於1920年代已存在的製革廠。1980年代末，土地發展公司對唐樓群進行收購，其後由房協透過市區改善計劃重建成現今物業，並於1998年1月21日入伙。 物業共有7座，各以數字座號命名，鳥瞰格局是呈U型，佔地面積達11,290平方米。受到當時同區的啟德機場之樓宇高度限制影響，只有13至19層。大部分大廈皆採用十字型設計，唯第一座因遷就鄰近未受重建的單幢住宅「天虹樓」（馬頭角道35至45號），其面向東北的一翼被削去，並改成呈T字型。因為屋苑本身座落在舊區，而且樓宇不高，單位以內園林景和附近樓景為主。而且，跟其他大部分房協屋苑一樣，無設住客會所，但有一座兩層高小型商場。

## 商場
欣榮商場（前稱：欣榮花園購物商場）位於欣榮花園基座，樓高兩層，面積約65,000方呎。
現時主要商戶包括富臨皇宮酒家、肯德基、大快活、必勝客及百佳旗下的fusion超級市場，其後亦增設港鐵特惠站。
2024年12月，華潤隆地以6.25億港元購入欣榮商場。

## 軼聞
屋苑的基座商場，自落成後命名為「欣榮花園購物商場」。2013年，房協將該商場翻新並舉行命名比賽，向租戶徵求新名稱，吸引了39戶參與，最終由「欣榮商場」勝出。由於新名比舊名只是刪去中間四字且太過相近，形同沒有更改，電台主持人兼時事評論員潘小濤揶揄此舉「令我開懷大笑了很久」。房協解釋，因為其他候選名稱不太適合才選用上述名字，並對坊間反響表示見仁見智。事後媒體也不時重提「欣榮商場」，包括上市公司毛記葵涌旗下的毛記電視。
2020年2月7日，中華人民共和國國家衛生健康委員會將通稱COVID-19的「新型冠狀病毒感染的肺炎」重新命名為「新型冠狀病毒肺炎」，簡稱「新冠肺炎」，香港《蘋果日報》facebook專頁在轉載相關新聞時亦hashtag了「欣榮商場」。

## 鄰近
- 馬頭角十三街
- 牛棚藝術村
- 香港工會聯合會總辦事處及工人俱樂部
- 馬頭圍邨
- 8度海逸酒店及傲雲峰

## 外部連結
- 欣榮花園 （页面存档备份，存于），香港房屋協會